# Offentligt rum

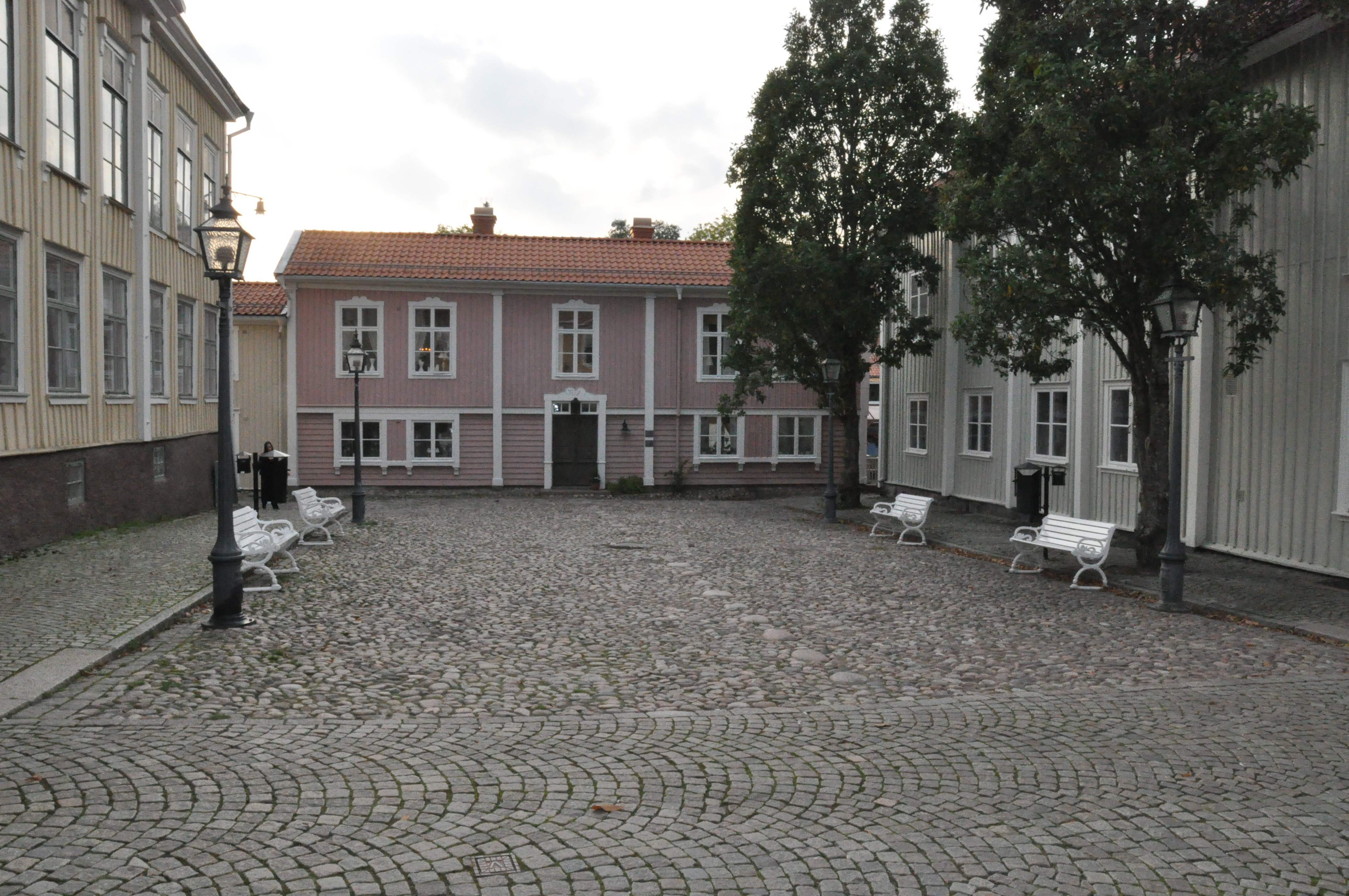
Lilla Torget i Eksjö.

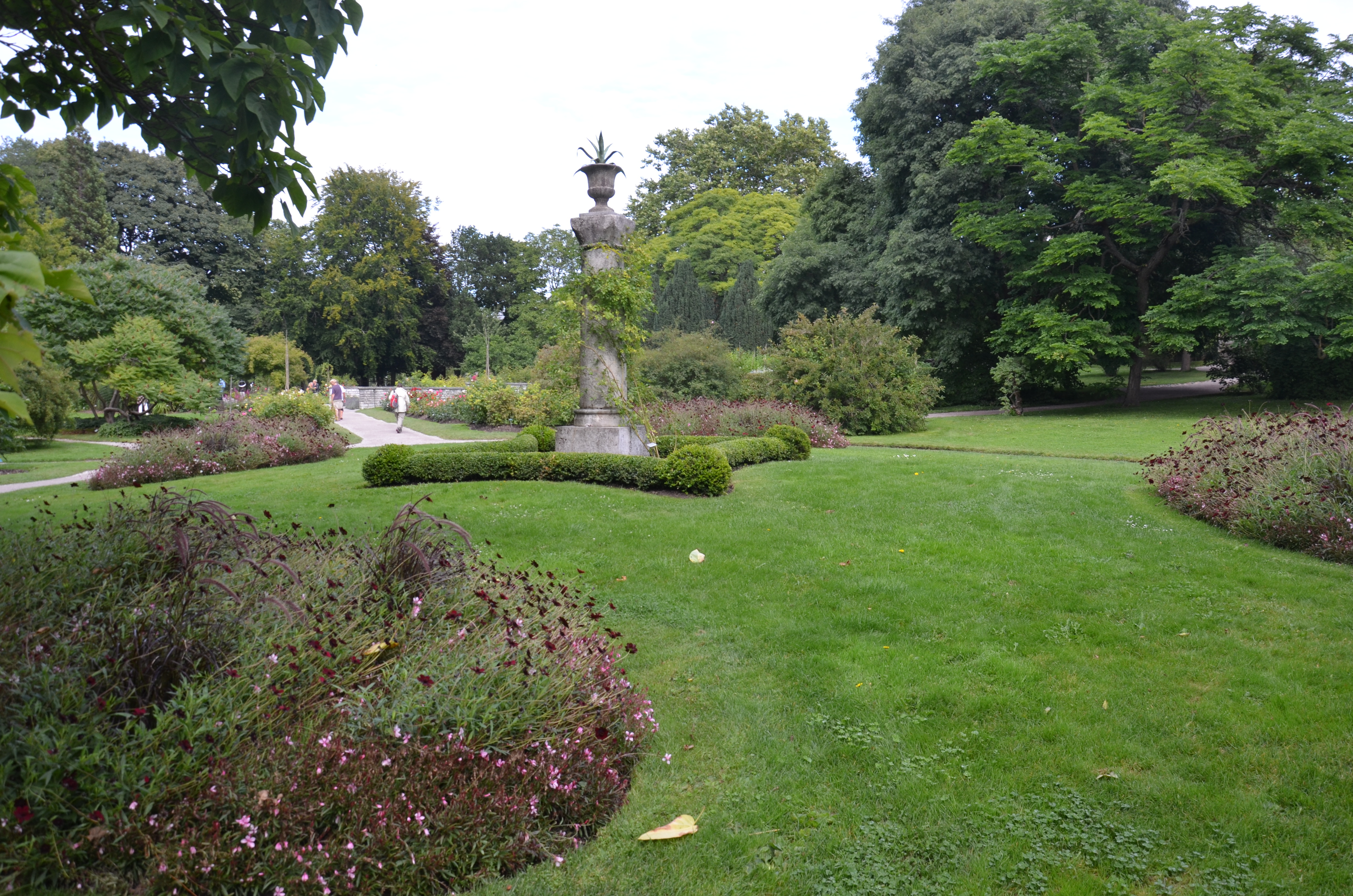
De Badande Wännernas trädgård i Visby.

Offentligt rum är ett begrepp i samhällsplanering för utrymmen i bebyggelse inomhus eller utomhus dit allmänheten har enkelt tillträde och äger gemensamt. Dit räknas framför allt gator, torg och parker.

## Citat om offentliga rum
| ”                                                                        | De offentliga rummen är de vardagliga mötenas platser där vi går och handlar och där vi besöker kaféer och restauranger. I historien har kaféerna intill gatorna fungerat som en slags tredje plats, där man har smitt ränker för att störta övermakten, som under franska revolutionen. De offentliga rummen har genom historien haft en väldigt stor roll för demokratins utveckling. Städerna är de platser där främlingar har mötts och det är i de offentliga rummen som de mötena har ägt rum. Därför är det oerhört angeläget att vi slår vakt om de offentliga rummens offentlighet. .. det behövs tydliga regler för de offentliga rummens utformning. De ska vara attraktiva mötesplatser för alla, de ska vara till för alla på lika villkor och särintressen ska inte tillåtas styra... De offentliga rummen definierar tillsammans med stadslandskapet och byggnadernas arkitektur en stads karaktär. | „ |
| – Monica Andersson, f.d. socialdemokratisk politiker och generaldirektör | |   |